# Pareurystheus tzvetkovae
Pareurystheus tzvetkovae är en kräftdjursart som beskrevs av Chris Conlan 1983. Pareurystheus tzvetkovae ingår i släktet Pareurystheus och familjen Isaeidae. Inga underarter finns listade i Catalogue of Life.